# Amir Aldaraji
Amir Aldaraji, född 20 maj 2001, är en irakisk fotbollsspelare som är mittfältare i Chicago Fire och Iraks U-20 landslag.

## Karriär
Aldaraji har representerat Iraks U-17 landslag 2017 och Iraks U-20 landslag.  Han har också spelat i ungdomsklubbar som till exempel Tennessee, FC och Chicago Fire Premier.